# Challenger WTA de Montevideo
El Montevideo Open es un torneo profesional de tenis. Pertenece al WTA 125s. Se juega desde el año 2021 sobre pistas de tierra batida al aire libre, en Montevideo, Uruguay. y WTA 125s.

## Palmarés

### Individuales
| Año  | Campeón        | Finalista       | Resultado     |
| ---- | -------------- | --------------- | ------------- |
| 2021 | Diane Parry    | Panna Udvardy   | 6–3, 6–2      |
| 2022 | Diana Shnaider | Léolia Jeanjean | 6–4, 6–4      |
| 2023 | Renata Zarazúa | Diane Parry     | 7–5, 3–6, 6–4 |

### Dobles
| Año  | Campeones                            | Finalistas                      | Resultado           |
| ---- | ------------------------------------ | ------------------------------- | ------------------- |
| 2021 | Irina Bara Ekaterine Gorgodze        | Carolina Alves Marina Bassols   | 6–4, 6–3            |
| 2022 | Ingrid Gamarra Martins Luisa Stefani | Quinn Gleason Elixane Lechemia  | 7–5, 6–7(6), [10–6] |
| 2023 | María Lourdes Carlé Julia Riera      | Freya Christie Yuliana Lizarazo | 7–6(5), 7–5         |